# Gabriela Araujo Pardo
Martha Gabriela Araujo Pardo (México, siglo XX) es una matemática mexicana especializada en teoría de grafos, que incluye trabajos sobre coloración de grafos, gráfos de Kneser, jaulas y geometría finita. Se desempeña como investigadora de la Universidad Nacional Autónoma de México en el Instituto de Matemáticas de Juriquilla, Querétaro y presidente 2024-2026 de la Sociedad Matemática Mexicana.

## Biografía
Araujo estudió matemáticas en la Universidad Nacional Autónoma de México (UNAM), donde completó su doctorado en 2000. Su disertación, Daisy Structure in Desarguesian Projective Planes, fue supervisada por Luis Montejano Peimbert. Ha trabajado para el Instituto de Matemáticas de la UNAM desde el año 2000, con una estancia de investigación posdoctoral en la Universidad Politécnica de Cataluña en España.
En 2012, Araujo fue vocal en la Junta Directica de la Sociedad Mexicana de Matemáticas. En colaboración con los miembros directivos fundaron la Comisión de Equidad y Género de la SMM en 2013 con " la finalidad de promover la inclusión de grupos subrepresentados, en particular de mujeres, a la actividad matemática del país".  Formó parte de la misma Comisión desde el 2014 hasta el 2018. Desde 2021 hasta 2024 fue miembro de la Comisión directiva y la Comisión de Género y Diversidad de la Unión Matemática de América Latina y el Caribe. Fue la presidente de la Sociedad Matemática Mexicana para el período 2022-2024.
Actualmente, Araujo es la embajadora por México frente al Comité de Mujeres en Matemáticas de la Unión Matemática Internacional  y es la presidente de la Sociedad Matemática Mexicana para el período 2024-2026.

## Reconocimientos
En 2004, Araujo recibió la beca Sociedad Matemática Mexicana-Fundación Kovalévskaia. En 2013, ganó el premio Sor Juana Inés de la Cruz de la UNAM y fue elegida miembro de la Academia Mexicana de Ciencias.En 2024, Araujo fue nombrada miembro de La Academia Mundial de Ciencias.